# Добровольское сельское поселение (Омская область)
Добровольское се́льское поселе́ние — муниципальное образование в Русско-Полянском районе Омской области Российской Федерации.
Административный центр — село Добровольск.

## История
Статус и границы сельского поселения установлены Законом Омской области от 30 июля 2004 года № 548-ОЗ «О границах и статусе муниципальных образований Омской области».

## Население
| 2010 | 2011 | 2012 | 2013 | 2014 | 2015 | 2016 |
| ---- | ---- | ---- | ---- | ---- | ---- | ---- |
| 951  | ↘948 | ↘910 | ↘882 | →882 | ↘847 | ↘823 |
| 2017 | 2018 | 2019 | 2020 | 2021 | 2023 |      |
| ↘800 | ↘773 | ↘748 | ↘714 | ↘692 | ↘651 |      |

## Состав сельского поселения
| № | Населённый пункт | Тип населённого пункта       | Население |
| - | ---------------- | ---------------------------- | --------- |
| 1 | Голубовка        | деревня                      | ↘4        |
| 2 | Добровольск      | село, административный центр | 947       |